# Lac Lucrin
Le lac Lucrin (Lago di Lucrino en italien, Laco 'e Lucrine en napolitain) est un lac italien situé dans la province de Naples, en Campanie.

## Le port d'Agrippa
Bien que n'ayant pas atteint l'âge requis de 43 ans, Marcus Vipsanius Agrippa est rappelé à Rome par Octavien pour assurer le consulat en 37 av. J.-C.. Octavien vient de subir plusieurs défaites navales humiliantes face à Sextus Pompée et a besoin de son ami pour prévoir une stratégie future.
Désormais consul, il mène la guerre contre Sextus Pompée, aux côtés de Lucius Caninius Gallus, qui abdique et est remplacé par Titus Statilius Taurus, qui commandera une flotte envoyée par Marc Antoine à l'aide d'Octavien,.
Tandis que Sextus Pompée contrôle les côtes italiennes, le premier objectif d'Agrippa est de trouver un port sûr pour sa flotte. Dans sa campagne précédente, Agrippa n'a pu trouver de bases navales en Italie proche de la Sicile. Agrippa montre de grands « talents d'organisateur et de bâtisseur » en « entreprenant de gigantesques travaux» : il édifie en Campanie une base navale de toutes pièces, en faisant creuser un chenal entre la mer et le lac Lucrin pour former un port extérieur, et un autre entre le lac Lucrin et le lac d'Averne pour servir de port intérieur,,. Le nouveau complexe portuaire est nommé Portus Julius en l'honneur d'Octavien ,
.